# De bruid van Saint-Jean-de-Luz
De bruid van Saint-Jean-de-Luz is een hoorspel van Rolf Petersen. De KRO zond het uit op dinsdag 8 november 1960, van 21.00 uur tot 22.35 uur. Het werd herhaald op vrijdag 27 september 1963. De regie berustte bij Léon Povel.

## Rolbezetting
- Paul Deen (Albert Shelley)
- Eva Janssen (Martine, zijn vrouw)
- Jeanne Verstraete (Ribka Schotman)
- Frans Somers (Herman, haar zoon)
- Fé Sciarone (Hella Buys, een verkoopster)
- John Soer (Sturmbannführer Lamelle)
- Dries Krijn (Der Herr van Arnhem & een ober)
- Dick van 't Sant (Maarten, een huisknecht)
- Donald de Marcas (Feldwebel)

## Inhoud
Dit hoorspel speelt zich af tegen de achtergrond van de Tweede Wereldoorlog, die de verschillende situaties sterk accentueert. Een man, vertegenwoordiger in speelgoed, ontmoet een Frans meisje en trouwt met haar, na een vrij korte kennismaking, in haar geboorteplaats Saint-Jean-de-Luz. Als zij terug zijn in Amsterdam, waar de man voor een belangrijk deel zijn werk heeft, wordt de jonge vrouw getroffen door een vorm van reumatiek, die tot gevolg heeft dat ze praktisch hulpeloos wordt. Dat is echter niet het enige: ze blijkt bovendien enorm jaloers te zijn geworden en concludeert uit allerlei onbetekenende feitjes, dat haar man nogal op andere vrouwen gesteld is en haar verwaarloost. De eerste aanleiding tot zo’n beschuldiging is een telegram, dat de (joodse) directrice van een warenhuis, waar de man zakelijk en vriendschappelijk mee omgaat, het echtpaar op de huwelijksdag stuurt. Ook later is deze joodse vrouw aanleiding tot de nodige verwijten. Op de lange duur kan de man deze verwijten en beschuldigingen, die volgens hem ongegrond zijn, niet meer aan. Hij gaat betwijfelen of hij ooit van zijn vrouw gehouden heeft. Hij laat zich door zijn gevoelens beïnvloeden en de beschuldigingen van zijn vrouw dreigen werkelijkheid te worden. Juist daardoor komt het tot een crisis. Hij gaat zijn huwelijk zuiver zien en hij kan de echte liefde, die van hem gevraagd wordt, opbrengen.